# Apostol Bezgrešne
Apostol Bezgrešne - list članova Vojske Bezgrešne hrvatski je katolički časopis.

List je pokrenut 1994. godine u Novom Marofu. Od 2008. godine sjedište mu je u Zagrebu. Nakladnik lista je Hrvatska provincija svetog Jeronima franjevaca konventualaca. Donosi priloge o djelovanju Vojske Bezgrešne i srodnim temama.
Urednici lista bili su Antun Gašparić (1994. – 2014.), Josip Blažević (2014. – 2015.) i Zdravko Tuba (2015. - ).

## Poveznice
- Bezgrješno začeće Blažene Djevice Marije
- Vojska Bezgrešne
- Čudotvorna medaljica

## Vanjske poveznice
Mrežna mjesta
- Apostol Bezgrešne, lipanjski broj iz 2016. godine